# Equació diferencial
|  | No s'ha de confondre amb Equacions en diferències. |

En matemàtiques, una equació diferencial és una equació funcional entre una o diverses funcions desconegudes i les seves funcions derivades. L'ordre d'una equació diferencial correspon al grau màxim de diferenciació al qual ha estat sotmesa una de les funcions desconegudes. Hi ha dos tipus equacions diferencials:
- Les equacions diferencials ordinàries (EDO), les quals només contenen funcions d'una variable independent i les derivades d'aquesta variable.
- Les equacions diferencials en derivades parcials (EDP), les quals contenen funcions de més d'una variable i llurs derivades parcials.

S'anomena ordre d'una equació diferencial a l'ordre de la màxima derivada que conté. Així, una equació diferencial de primer ordre només conté derivades primeres.
Les equacions diferencials són, en general, difícils de resoldre i no tenen un mètode general de resolució analítica, ara bé, hi ha tot un seguit de casos particulars que sí que es poden resoldre analíticament. A més a més, sempre es pot optar per mètodes numèrics. Aquest darrer mètode és el de més interès per part de la matemàtica aplicada, la física i l'enginyeria.
Les equacions diferencials tenen grans aplicacions en física i química, i s'usen sovint en models matemàtics per explicar fenòmens biològics, socials i econòmics. Exemples famosos d'equacions diferencials són:
- Les equacions de Maxwell, en l'electromagnetisme.
- L'equació de la calor, en la termodinàmica.
- L'equació d'ones.
- L'equació de Laplace, que defineix funcions harmòniques.
- L'equació de Poisson.

## Exemples inicials
Fins i tot si no és la disciplina que ha fet néixer les equacions diferencials, la dinàmica de les poblacions il·lustra de manera senzilla exemples dels més accessibles. Així l'estudi d'una població aïllada, en un mitjà que produeix aliments en abundància, condueix al model següent per l'evolució de la població {\displaystyle x} en funció del temps {\displaystyle t}
{\displaystyle x'(t)=K\,x(t)\,}
És a dir que el creixement de població {\displaystyle x'(t)}, és en cada instant, proporcional al volum de la població {\displaystyle x(t)}. Les solucions d'aquesta equació fan aparèixer un fenomen de creixement exponencial.

Les corbes d'evolució de les poblacions per a les equacions de Lotka-Volterra.

Un sistema més complex, format de dues espècies, presa i depredador, condueix a les Equacions de Lotka-Volterra
{\displaystyle {\begin{cases}x'(t)&=A\,x(t)-B\,x(t)\,y(t)\\y'(t)&=-C\,y(t)+D\,x(t)\,y(t)\end{cases}}}
La població de les preses és {\displaystyle x(t)}, la dels depredadors {\displaystyle y(t)}. Es retroba el cas precedent si {\displaystyle y} és nul. La quantitat {\displaystyle x(t)y(t)} és una probabilitat que es trobin, que influeix negativament en una població (les preses) i positivament sobre l'altre (els depredadors). En cada instant, coneixent les poblacions existents, es pot descriure l'evolució. Aquestes dues equacions estan acoblades és a dir que cal resoldre-les conjuntament. Matemàticament, cal concebre-les com una sola equació de desconeguda la parella {\displaystyle (x(t),y(t))}. Si la magnitud inicial de les poblacions és coneguda, l'evolució ulterior queda perfectament determinada. Es fa al llarg d'una de les corbes d'evolució representades a la figura, que mostren que apareix un comportament cíclic.
Una de les més cèlebres equacions diferencials és la segona llei de Newton: {\displaystyle f=ma}, on {\displaystyle m} és la massa d'una partícula, {\displaystyle f} la força exercitada sobre aquesta i {\displaystyle a} l'acceleració que en resulta. En el cas d'un moviment rectilini, si la força experimentada és funció de la posició (per exemple en el cas d'una molla) s'obté una equació de la forma
{\displaystyle \displaystyle m{\frac {d^{2}x}{dt^{2}}}=f(x)}
En aquest cas, per determinar perfectament el moviment, cal donar la posició i la velocitat inicials.

## Equació diferencial, processos que evolucionen i determinisme
Les característiques d'un sistema regit per una equació diferencial són les següents :
- Els estats possibles a priori pel sistema formen un espai de dimensió finita, és a dir es poden descriure per un nombre finit de variables. Aquest espai és l'espai de fases. Per exemple, per descriure el moviment d'una partícula en l'espai usual, calen tres variables. Per al moviment d'un sòlid, en calen sis.

- Les lleis que governen l'evolució temporal són funcions almenys derivables.

- L'evolució del sistema és determinista: coneixent les condicions inicials, és a dir, l'estat del sistema al temps present, se'n pot deduir l'estat del sistema a qualsevol temps del futur o del passat.

L'aspecte determinista de les equacions diferencials té implicacions particularment fortes, i es plasma matemàticament pel teorema de Picard-Lindelöf.
Les equacions diferencials ordinàries (de vegades representades per les sigles EDO) s'han de distingir de les equacions diferencials en derivades parcials (EDP), on y és funció de diverses variables i on intervenen les derivades parcials. Aquestes últimes tenen un espai d'estat de dimensió infinita i no són més necessàriament processos d'evolució determinista.

## Definició general
Sigui E un espai vectorial de dimensió finita.
Per definició, una equació diferencial (de vegades: equació diferencial ordinària) és una equació amb la forma següent
{\displaystyle F(x,y,y',\dots ,y^{(n)})=0}
on F és una funció contínua sobre un obert U de {\displaystyle \mathbb {R} \times E^{n+1}}, anomenat domini.
L'ordre d'aquesta equació diferencial és l'ordre n de la derivada de major ordre que hi aparegui. Siguin y una funció de x definida en un interval I en E i {\displaystyle y',y'',\ldots ,y^{(n)}\,} les derivades successives de la funció y. Aquesta funció y s'anomena solució si és de classe {\displaystyle {\mathcal {C}}^{n}} i si
{\displaystyle \forall x\in I,\qquad F(x,y(x),y'(x),\dots ,y^{(n)}(x))=0}
Resoldre una equació diferencial significa trobar els funcions solucions y. Per exemple, l'equació diferencial y' ' + y = 0 té una solució general de forma:
y(x) = A·cos x + B·sin x
on A, B són constants (que es poden determinar si s'afegeixen condicions inicials).
En una equació diferencial, la funció y pot ser de valors reals, o de valors en un espai vectorial de dimensió finita, així si y té per components y1 i y₂:
{\displaystyle {\begin{cases}y'_{1}&=y_{1}-2xy_{2}+x^{2}\\y'_{2}&=xy_{1}-2y_{2}\end{cases}}}
L'habitual en física és de parlar llavors de sistema d'equacions diferencials acoblades. Però el punt de vista fecund en matemàtiques és de no veure-hi més que una sola equació, per a una funció amb valors vectorials.
Encara es pot ampliar la definició, considerant equacions diferencials sobre varietats diferencials.

## Solucions

### Duració de vida
Si y és solució d'una equació diferencial a l'interval I, es pot considerar la seva restricció a un interval J inclòs en I. Aquesta es continuarà sent solució de l'equació diferencial. Una solució també s'anomena corba integral.
Sovint és assenyat de no considerar més que les solucions màximes, també anomenades corbes integrals màximals, és a dir les que no són restriccions de cap altra. L'interval de definició s'anomena interval maximal.
No cal creure per a tant que les solucions màximes estan definides a tot {\displaystyle \mathbb {R} }. És perfectament possible que tinguin una duració de vida finita en el futur o en el passat. És el cas de les solucions de l'equació y'=y², per exemple.
Tanmateix, si una solució es manté confinada en un domini compacte, llavors té una duració de vida infinita.

### Equació diferencial en forma normal
Una equació diferencial d'ordre n està en forma normal quan es pot expressar la derivada de major grau en funció de x i de les derivades de graus inferiors
{\displaystyle y^{(n)}=G(x,y,y',\dots ,y^{(n-1)})}
on G és una funció continua.

#### Exemple
L'equació diferencial escalar d'ordre 1 en forma normal: y '= G(x, y), admet una interpretació geomètrica senzilla en el pla portat d'eixos (Ox), (Oy). Es pot representar, associar a cada punt de coordenades x, y, el vector de components 1 i G(x, y), el que constitueix un camp vectorial al pla. Les corbes solucions són les representacions gràfiques de funcions y = f(x), continûment derivables, la tangent de les quals en cada punt ve donada pel camp vectorial.

#### Forma normal i forma implícita
Les equacions diferencials que es poden posar sota forma normal gaudeixen de bones propietats teòriques, amb un teorema d'existència i d'unicitat de solucions: el teorema de Picard-Lindelöf també anomenat teorema de Cauchy-Lipschitz.
En cas contrari es diu que l'equació diferencial està en forma implícita. S'intenta, en els dominis més grans possibles, posar l'equació diferencial en forma normal. Després s'ha de procedir a l'enllaç de les solucions obtingudes. El tractament de les equacions diferencials d'aquest tipus es trctarà al final de l'article.

### Condicions inicials, teorema de Picard-Lindelöf
Una condició inicial o condició de Cauchy, per a una equació d'ordre n de desconeguda y és la dada d'un valor x0 i de n vectors Y0,..., Yn-1. La funció solució y satisfa aquestes condicions inicials si
{\displaystyle y(x_{0})=Y_{0},\qquad y'(x_{0})=Y_{1},\qquad \dots \qquad y^{(n-1)}(x_{0})=Y_{n-1}}
Un problema de Cauchy és aquell en què hi ha una equació diferencial conjuntament amb un joc de condicions inicials.
Per a una equació diferencial en forma normal, mitjançant una hipòtesi de regularitat bastant poc exigent (caràcter localment lipschitzià a x fixat, respecte al bloc de les altres variables), el teorema de Picard-Lindelöf estableix que, per a cada condició inicial:
- existeix una solució que la satisfà i que està definida en un interval de forma {\displaystyle ]x_{0}-\alpha ,x_{0}+\alpha [}

- existeix una única solució màximal que la satisfà.

### Condicions de contorn
Un altre problema clàssic és el de les condicions de contorn, pel qual es prescriuen els valors d'una funció solució en diversos punts, fins i tot els valors als límits d'una funció solució als extrems del domini. Com el problema:
{\displaystyle {\begin{cases}y''+y=0\\y(0)=y(2\pi )=0\end{cases}}}
Tal problema (de vegades anomenat problema de Dirichlet) pot perfectament no tenir cap solució o al contrari tenir una infinitat de funcions solució.

### Resolució explicita
La resolució explícita de les equacions diferencials, amb l'ajuda de les funcions usuals i de l'operador de càlcul de primitives, rarament és possible. Un petit nombre d'equacions que posseeixen formes particulars es poden portar per canvis de variables successius a l'equació més senzilla de totes: l'equació {\displaystyle y'=f\,} que és un senzill càlcul d'una primitiva.
Entre les equacions diferencials que poden ser resoltes completament hi ha les equacions diferencials lineals d'ordre u, les equacions diferencials de variables separades, els equacions diferencial homogènies, l'Equació de Bernoulli, les equacions diferencials vectorials de coeficients constants.
Altres poden ser resoltes completament des del moment que es coneix una solució particular, com l'equació diferencial lineal d'ordre dos i l'equació diferencial de Riccati.

## Propietats de continuïtat de les solucions

### Continuïtat respecte a les condicions inicials i als paràmetres
La dada de les condicions inicials x0, Y0... Yn-1 defineix una única funció solució que es pot notar S(x0, Y0... Yn-1, x). Es defineix així una funció global S que pren el nom de flux, o corrent i que dona compte de la manera com les solucions varien amb les condicions inicials. El seu domini d'existència és un obert.
Si es compleixen les hipòtesis del teorema de Picard-Lindelöf, les solucions depenen contínuament de les condicions inicials, és a dir que la funció S és una funció contínua del conjunt de les seves variables.
Si es fa dependre contínuament el sistema d'un paràmetre {\displaystyle \lambda }, també hi ha continuïtat de S respecte a aquest paràmetre. En efecte afegir un paràmetre pot arribar a modificar el sistema. N'hi ha prou amb afegir un component {\displaystyle \Lambda } a la funció buscada, i imposar-li que verifiqui l'equació {\displaystyle \Lambda '=0} i la condició inicial {\displaystyle \Lambda (x_{0})=\lambda }.

### Propietats globals
Sigui y una solució particular de l'equació diferencial, que té per condicions inicials x0, Y0... Yn-1. La propietat de continuïtat permet donar el comportament de les solucions que corresponen a condicions inicials veïnes.
- si es restringeix la solució a un segment [xi, xf] que conté x0, les solucions de condicions inicials veïnes formen un tub de solucions al voltant de la solució y.

Més precisament, per a tot {\displaystyle \varepsilon >0}, existeix {\displaystyle \eta >0} tal que si z és solució amb condicions inicials x0, Z0... Zn-1 i els Zi {\displaystyle \eta } dels Yi, llavors la solució z es troba en un veïnatge tubular de y, de radi {\displaystyle \varepsilon }.
Per tant, si es pren una successió zn de tals solucions, les condicions inicials de les quals tendeixen cap a les de y, la successió zn convergeix uniformement cap a y.
- si s'estudia la solució sobre tot el seu àmbit d'existència, aquesta propietat ja no es verifica.

### Estabilitat de les solucions
La solució ({\displaystyle \mathbb {R} },0) de l'equació diferencial x'=f(t,x) és estable si existeix una Funció de liapounov.

### Efecte papallona, caos
Les propietats de continuïtat precedents s'han de manejar amb precaució, ja que no aporten informació quantificada. En la pràctica, s'observa en nombrosos sistemes una sensibilitat extrema a llarg termini respecte de petites variacions inicials, fenomen popularitzat per Edward Lorenz sota el nom d'efecte papallona. Per donar compte de manera satisfactòria de l'evolució d'un sistema físic en un temps molt llarg, caldria portar les mesures de les condicions inicials fins a una precisió impensable. Així caldria incloure en el càlcul de previsions meteorològiques de molt llarg terme fins i tot l'aleteig de les ales d'una papallona.
Els sistemes regits per equacions diferencials, encara que siguin en principi deterministes, poden arborar comportaments extremadament complexos i semblar desordenats, caòtics. Henri Poincaré va ser el primer a aclarir aquesta noció de caos determinista. Les seves idees trigaran a ser represes, però serveixen ara de fonament a la teoria dels sistemes dinàmics.

## Classificacions

### Equació diferencial autònoma

Traçat d'una corba integral (blau) seguint un camp vectorial (verd)

Un cas particular important és aquell on la variable no apareix en l'equació funcional, llavors es qualifica d'autònoma: així l'equació {\displaystyle y'=f(y)} ho és.
Les lleis de la física s'apliquen en general a funcions del temps, i es presenten en forma d'equacions diferencials autònomes, el que manifesta la invariància d'aquestes lleis amb el temps. Així si un sistema autònom torna a la seva posició inicial al cap d'un interval de temps {\displaystyle T}, presenta des de llavors una evolució periòdica de període {\displaystyle T}.
L'estudi de les equacions autònomes és equivalent al dels camps vectorials. Per a una equació del primer ordre, les solucions són una família de corbes que no es tallen (segons el teorema de Picard-Lindelöf) i que omplen l'espai. Són tangents al camp vectorial en cada punt.

### Equació diferencial lineal
Una equació diferencial s'anomena lineal quan l'expressió de l'equació és lineal (o més generalment afí) respecte al bloc de variables {\displaystyle (y,y',...y^{(n)})}. Una equació diferencial lineal escalar d'ordre n i de desconeguda y serà doncs de la forma
{\displaystyle a_{0}y+a_{1}y'+a_{2}y''+...+a_{n}y^{(n)}=a_{n+1}\,}
on {\displaystyle a_{0}\,}, {\displaystyle a_{1}\,}... {\displaystyle a_{n}\,}, {\displaystyle a_{n+1}\,} són funcions numèriques.
Una equació diferencial lineal vectorial d'ordre n tindrà el mateix aspecte, reemplaçant els {\displaystyle a_{i}} per aplicacions lineals (o sovint per matrius) funcions de x. Tal equació de vegades també s'anomena sistema diferencial lineal.
Particularitats de les equacions diferencials lineals en forma normal
- les solucions tenen una duració de vida infinita.

- es poden superposar (fer combinacions lineals de solucions d'equacions diferencials lineals).

- quan l'equació és homogènia ({\displaystyle a_{n+1}} = 0), el seu conjunt de solucions és un espai vectorial de dimensió n vegades la dimensió de E.

- n'hi ha prou doncs amb trobar un nombre suficient de solucions independents de l'equació homogènia per resoldre-la. Es pot provar la independència de solucions amb l'ajuda del wronskià.

- el conjunt de les solucions de l'equació general és un espai afí: la solució general està formada per la suma d'aquesta solució particular amb la solució general de l'equació lineal homogènia associada.

- el Mètode de variació de les constants permet, una vegada resolta l'equació homogènia, resoldre l'equació completa.

- en el cas d'equacions de coeficients constants, es disposa de fórmules de resolució explícites amb l'ajuda d'exponencials de matrius o d'endomorfismes, o també utilitzant la transformada de Laplace.

## Equació diferencial holomorfa
Una equació diferencial holomorfa és l'homòloga, per a la variable complexa, d'una equació diferencial ordinària. La teoria general és però molt més complexa.

### Resultats locals
Una equació diferencial holomorfa en forma normal verifica l'equivalent del teorema de Picard-Lindelöf: existència i unicitat locals d'una funció solució, ella mateixa holomorfa. A més a més si l'equació depèn de paràmetres de manera holomorfa, la solució també. Hi ha també dependència holomorfa en les condicions inicials. Tanmateix ja no hi ha, en general, concordança en una única solució màximal.

### Resultats globals
Es troben dificultats fins i tot per a l'equació diferencial més senzilla: el càlcul de primitives. Per exemple: la construcció d'una funció tal com el logaritme complex no és unívoca. Es pot intentar construir determinacions de la funció logaritme sobre oberts els més gran possible. També es pot construir una de primitiva «al llarg d'un camí». Apareix llavors el fenomen de monodromia: si el camí fa un tomb en el sentit directe al voltant de l'origen, la primitiva es modifica per una constant (2iπ;). Per donar compte de la situació, cal fer intervenir els conceptes de revestiment, punt de ramificació.
Les funcions potèncial són igualment solucions d'equacions diferencials senzilles i susceptibles de presentar monodromia. Així l'equació {\displaystyle z'=-z^{3}} no admet cap solució no nul·la holomorfa, ni fins i tot meromorfa en tot el pla.

### Cas lineal
La teoria de les equacions diferencials holomorfes lineals sota forma normal és molt semblant a la de les equacions de variable real, en tant es mantingui sobre dominis simplement connexos. Si no, també dona lloc a problemes de tipus punt de ramificació.

## Mètodes numèrics
La resolució de les equacions diferencials per quadratura (és a dir, amb l'ajuda de les operacions elementals i del càlcul de primitives) no és possible més que en un nombre de casos molt limitat. Per exemple, ni tan sols les equacions diferencials lineals escalars d'ordre dos no admeten tal fórmula de resolució general. És doncs indispensable disposar de tècniques de resolució aproximada.

### Mètode d'Euler
Aquest mètode, el més antic i el més senzill, posseeix també un interès teòric, ja que permet demostrar l'existència de solucions sota hipòtesis més febles que el teorema de Picard-Lindelöf: és el Teorema de Cauchy-Peano-Arzela.
Es considera una equació diferencial d'ordre 1 en forma normal y'=f(x, y), amb la condició inicial y(x0)=y0.
El principi és d'aproximar la solució y sobre [a, b] per una funció afí per trossos, efectuant una discretització del paràmetre: es posa
{\displaystyle x_{i}=a+ih} on {\displaystyle h=(b-a)/n} és el pas.
La funció afí per trossos ajuntarà doncs els punts de coordenades (xi, yi), i es tracta de proposar un algorisme per construir els yi a partir de y0. Sobre cada interval [xi, xi+1] es pren per pendent del segment afí la que suggereix l'equació: f(xi, yi).

### Altres mètodes
Els més clàssics són el mètode d'Euler millorat (l'error es divideix per 4 si el pas es divideix per 2, el que és una millora notòria del mètode d'Euler senzill), els mètodes de Runge-Kutta, el mètode de Newmark, el mètode de les diferències finites o el mètode dels elements finits que està més adaptat per als E.D.P.

## Equació diferencial en forma implícita

### Tractament d'un exemple

Traçat d'algunes solucions de (y')²+xy'-y=0. En blau les solucions regulars, en verd la solució singular, en vermell la solució hibrida mencionada al text

Sigui l'equació diferencial implícita
{\displaystyle (y')^{2}+xy'-y=0\,}
Per estudiar-la s'efectua una partició del pla: es distingeixen els valors (x, y) per als quals l'equació T²+xT-y=0 admet 0,1 o 2 solucions. S'obtenen tres regions U, V, W. La regió V és la paràbola d'equació {\displaystyle y=-{\frac {1}{4}}x^{2}}, les regions U i W són els dos oberts que delimita.
Es comença per centrar l'interés en les solucions que no són traçades més que sobre un dels tres dominis
1. A la regió U, l'equació no admet cap solució.
2. Hi ha una solució sencera traçada a V, és la solució singular {\displaystyle y=-{\frac {1}{4}}x^{2}} traçada en verd a la figura.
3. En l'obert W, l'equació es pot posar sota una de les dues formes normals

{\displaystyle y'={\frac {-x+{\sqrt {x^{2}+4y}}}{2}}\qquad y'={\frac {-x-{\sqrt {x^{2}+4y}}}{2}}}
Cadascuna d'aquestes dues equacions verifica el teorema de Picard-Lindelöf. Si l'estudi es restringeix a l'obert W, hi ha per tant exactament dues solucions per a cada parella de solucions inicials. Són traçades en blau a la figura adjunta. En el cas present es tracta del feix de rectes, d'equació
{\displaystyle y=Ax+A^{2}\,}
Són tangents a la paràbola d'equació {\displaystyle y=-{\frac {1}{4}}x^{2}}. Més precisament, les solucions traçades sobre W són aquestes rectes, parant al punt de tangence, ja que se surt de W.
Ara es pot fer l'estudi de l'equació diferencial en tot el pla. Existeixen llavors solucions «híbrids» formades enllaçant {\displaystyle {\mathcal {C}}^{1}} un arc de paràbola (verda) amb les solucions rectilínies (blaves). Així la solució representada en vermell:
{\displaystyle y:x\mapsto {\begin{cases}x+1,&{\mbox{si }}x<-2\\-{\frac {1}{4}}x^{2},&{\mbox{si }}-2\leq x<2\\-x+1,&{\mbox{si }}2\leq x\end{cases}}}
Tal enllaç no es pot fer més que en un punt de V. La descripció del conjunt de totes les solucions es faria discutint en funció:
1. Condició inicial en U: no hi ha solució.

1. Condició inicial en V: per als valors de x superiors a x0, la solució pot ser la paràbola sencera, o se segueix un arc de paràbola i després un es bifurca sobre la tangent. També per als valors inferiors a x0.

1. Condició inicial en W: hi ha en principi dues rectes solució, tangents a la paràbola. O bé se les perllonga indefinidament, o bé se les deixa arribar a la paràbola al nivell del punt de tangència. Es continua llavors sobre la paràbola, o un es continua sobre una tangent una mica més lluny.

### Generalització
Per generalitzar aquest estudi cal situar-se en un espai de tres dimensions, de coordenades (x, y,p). A l'equació diferencial se li associa la superfície d'equació F(x, y,p)=0 (la coordenada p permet de representar y' ). Les solucions són corbes traçades sobre la superfície. Les dificultats trobades venen del fet que aquestes corbes són projectades sobre el pla (x, y). L'aplicació de projecció dona lloc a punts crítics als punts on el gradient de F és «vertical». Són aquests punts els que es projecten en la paràbola verda.
Finalment, el marc d'estudi és el mateix que el de la teoria dels evolupants. La paràbola, solució singular és aquí l'evolupant de la família de les rectes, solucions regulars.

## Programari
- ExpressionsinBar
- Maple:[1] dsolve
- SageMath[2]
- Xcas:[3] desolve(y'=k*y,y)